# Jeri Laberová
Jeri Laberová (* 19. května 1931 New York) je americká aktivistka, která se dlouhodobě angažuje v oblasti lidských práv. Patří k zakladatelům organizace Human Rights Watch (původně Helsinki Watch), největší organizace pro lidská práva ve Spojených státech, a Mezinárodní helsinské federace pro lidská práva. Poskytovala morální podporu disidentům v bývalých komunistických zemích.

## Život a působení
Vystudovala obory angličtina a filozofie na Newyorské univerzitě, postgraduální studium absolvovala na Kolumbijské univerzitě, kde pracovala současně v Ruském institutu a na Katedře slovanských jazyků. Na začátku své kariéry pracovala jako zahraniční redaktorka časopisu The Current Digest of the Soviet Press a poté jako ředitelka publikací Ústavu pro studium SSSR. V 70. letech byla spisovatelkou na volné noze (podílela se na zpracování kuchařek).
V roce 1978 byla u založení společnosti Helsinki Watch, z níž se později stala Human Rights Watch. Do roku 1995 zde působila jako výkonná ředitelka, do roku 2000 jako hlavní poradkyně organizace. V roce 1983 byla zakladatelkou Mezinárodní helsinské federace pro lidská práva (IHF) a byla mnoho let její místopředsedkyní. V průběhu své práce v oblasti lidských práv podnikla řadu vyšetřovacích cest do bývalého Sovětského svazu, východní Evropy, Turecka a kmenových oblastí Pákistánu, kde vedla rozhovory s afghánskými uprchlíky. V roce 2002 svědčila proti prezidentu Slobodanovi Miloševičovi při jeho soudu pro válečné zločiny v Haagu.
V letech 1977-2010 působila také jako konzultantka ve Výboru pro svobodu publikování Asociace amerických vydavatelů. Je členkou Americké akademie umění a věd a členkou městské rady pro zahraniční vztahy v New Yorku. V letech 2012–2018 byla členkou správní rady amerického PEN klubu a v letech 2013–2015 jeho viceprezidentkou.
Jeri Laberová byla dvakrát vdaná, jejím prvním manželem byl právník Austin Laber, v roce 1994 se provdala za hobojistu a skladatele Charlese Kuskina. Má tři vlastní a dvě nevlastní děti.

## Publikační činnost
Napsala nebo se podílela na desítkách zpráv Human Rights Watch. Je autorkou nebo spoluautorkou více než 100 článků o otázkách lidských práv publikovaných v New York Times i jinde. V roce 2002 vyšly v nakladatelství Public Affairs její memoáry „The Courage of Strangers: Coming of Age with the Human Rights Movement“ . Spolu s Barnettem Rubinem napsali knihu „A Nation is Dying: Afghanistan Under the Soviets“ (nakl. Northwestern University Press).

## Ocenění
V roce 2000 udělil prezident Václav Havel Jeri Laberové medaili Za zásluhy (I. stupně). Asociace amerických vydavatelů vytvořila na její počest ocenění "The Jeri Laber International Freedom to Publish Award".